# ルノー・ジャポン
ルノー・ジャポン株式会社（Renault Japon）は、フランスの自動車会社、ルノーおよびアルピーヌの日本での輸入元である。

## 概要
2000年5月1日、ルノー車の輸入販売などを行うことを目的に、史上初となるルノーのアジア太平洋地域統括本部直轄の日本法人としてルノー・ジャポン株式会社(RENAULT JAPON K.K.)が設立された。その後はフランス本社と、東京都に置かれていたアジア太平洋統括本部の支援の元で、日本国内のディーラー網やアフターサービス網の整備、モータースポーツ活動と結びつけたブランディングや、マニュアル（MT）仕様や右ハンドル車の積極的な導入を含む様々なマーケティング活動が行われた。
その後2006年4月1日に、同年2月に行われたルノーの中期経営方針計画の発表を受け、同年内に日本法人を清算し、日産トレーデイング（日産自動車の輸出入業務などを行う商社）にルノー・ジャポンの業務を移管することが発表され、11月1日をもって日産トレーデイングと合併した（「ルノー・ジャポン」の名称は存続）。
2012年4月2日より、日産自動車の完全子会社の「ルノー・ジャポン株式会社」(RENAULT JAPON CO.,LTD.)として事業分割することを新車発表会の席で発表。ルノーの子会社の日産の傘下という立場ながら再び独立法人化し、同時に日本法人設立時の社名に戻った。
日本法人設立後は販売台数が増加を続け、2005年には年間2,000台を超え、その後は上記のような経営体制の変化の影響もあり足踏みもあったものの、2013年には前年比21.3%アップとなる3771台を、翌2014年には4662台を販売し、2年連続で国内販売台数記録を更新。2015年の販売台数は5000台を超え、5082台を記録。これは、ルノーが日本に上陸して以来最も多い年間販売台数であると同時に、6年連続で前年比の販売記録更新でもある。
2017年10月にはアルピーヌブランドの日本導入のため、ビジネスユニット「アルピーヌ・ジャポン」が設立され、2018年9月21日から新型「A110」のカタログモデルの予約受付を開始した（発売は同年11月下旬）。
2024年9月1日現在の本社所在地は神奈川県横浜市、代表は日産自動車出身の大極司（だいごく つかさ）。大極は創業以来指揮を執っていたが、小川隼平の就任に伴って任期満了で一旦退任するも、小川の任期満了（同時に日産自動車に帰任）に伴い2024年6月末日より再びCEOに就任した。
日産との併売ディーラーを含めて日本全国に70店舗近いディーラー網を構築し、各種マーケティング活動を行い、3年間6万kmの新車保証、車両の応急修理、牽引、ドライバーと同乗者の移動、宿泊の手配などを24時間365日体制で行う「ルノー・アシスタンスサービス」の提供など、各種サービスを展開している。

## マーケティング戦略
2006年に当時のアジア太平洋地域統括本部のマーケティング本部の発表した、日本を含む同地域の中長期ブランディング・マーケティング戦略（Frencehness、Safety、Sports）を受けて、日本も新たなブランディング戦略に変更した。
その後は、ルノー車オーナーとのふれあいを目的としたイベント（「カングージャンボリー」「ルノースポールジャンボリー」等）や限定車の発売などを精力的に行っている。また、この中長期ブランディング・マーケティング戦略を受けて、ルノーの一つの柱であるモータースポーツを波及させるべく「ルノースポールモデルを積極的に採り入れることで日本市場におけるルノーブランドを極め、お客様と共に車を楽しんでいきたい」と語っている。
実際に、他のヨーロッパメーカーの販売車種と比べ、MTやEDCの設定比率が高い事が特徴である。また、ルノー・スポールを除いた多くの車種で「ZEN（ゼン、日本語の禅に由来）」「INTENS（インテンス）」などフランス本国と同じグレード名を採用し、ボディカラーにフランス語を用いるなどして、フレンチテイストに盛り込んでいる。その後2010年には日本市場の現状に合わせて微調整し、「FTS」（French touch、Trendy、Sports）とした。
2010年12月に限定30台で発売したクリオ・ゴルディーニ・ルノースポールは即日に、2011年に発売したウインド・コレクションやメガーヌ・ルノースポール・モナコGP（いずれも限定30台）、2012年に発売したメガーヌ・エステートGT（限定60台）は早期に完売となった。また、2014年12月に発表し、2015年2月から発売開始予定だった2人乗りのスペシャリティモデル、メガーヌ・ルノー・スポール・トロフィ-R（60台）、そして2016年7月に発表し、9月から発売予定だったトゥインゴ・パックスポールならびに5S（各50台）に至っては、いずれもが発売開始前の予約で程なくして予定限定台数全てが完売するほどの人気となった。

## ブランドメッセージ
フランス語の「Vis Tes Passions（ヴィ・デ・パッション）」（＝直訳すると「あなたの情熱を送ってください」）を日本流に解釈した「好きを、走れ。」だが、この言葉には「好きなことをやろうよ。我慢していないで大好きなことをやっていこうよ」という意味を込めている。
2015年6月からは、公式サイトを他国同様の新VI「RENAULT -Passion for life-」に変更したことで「Vis Tes Passions」のメッセージは消滅したが、日本語の「好きを、走れ。」については継続採用する。

## 販売車種

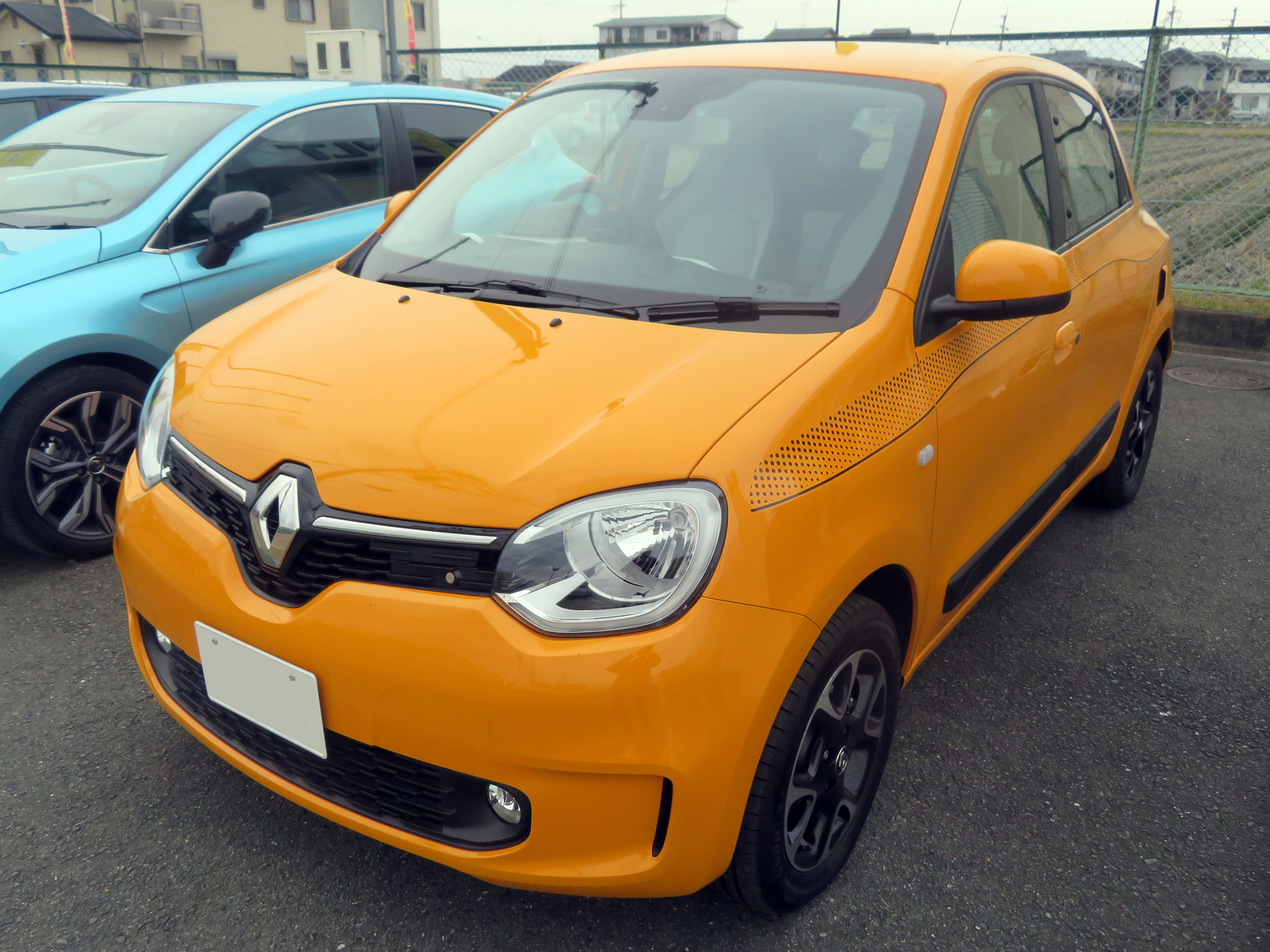
トゥインゴ

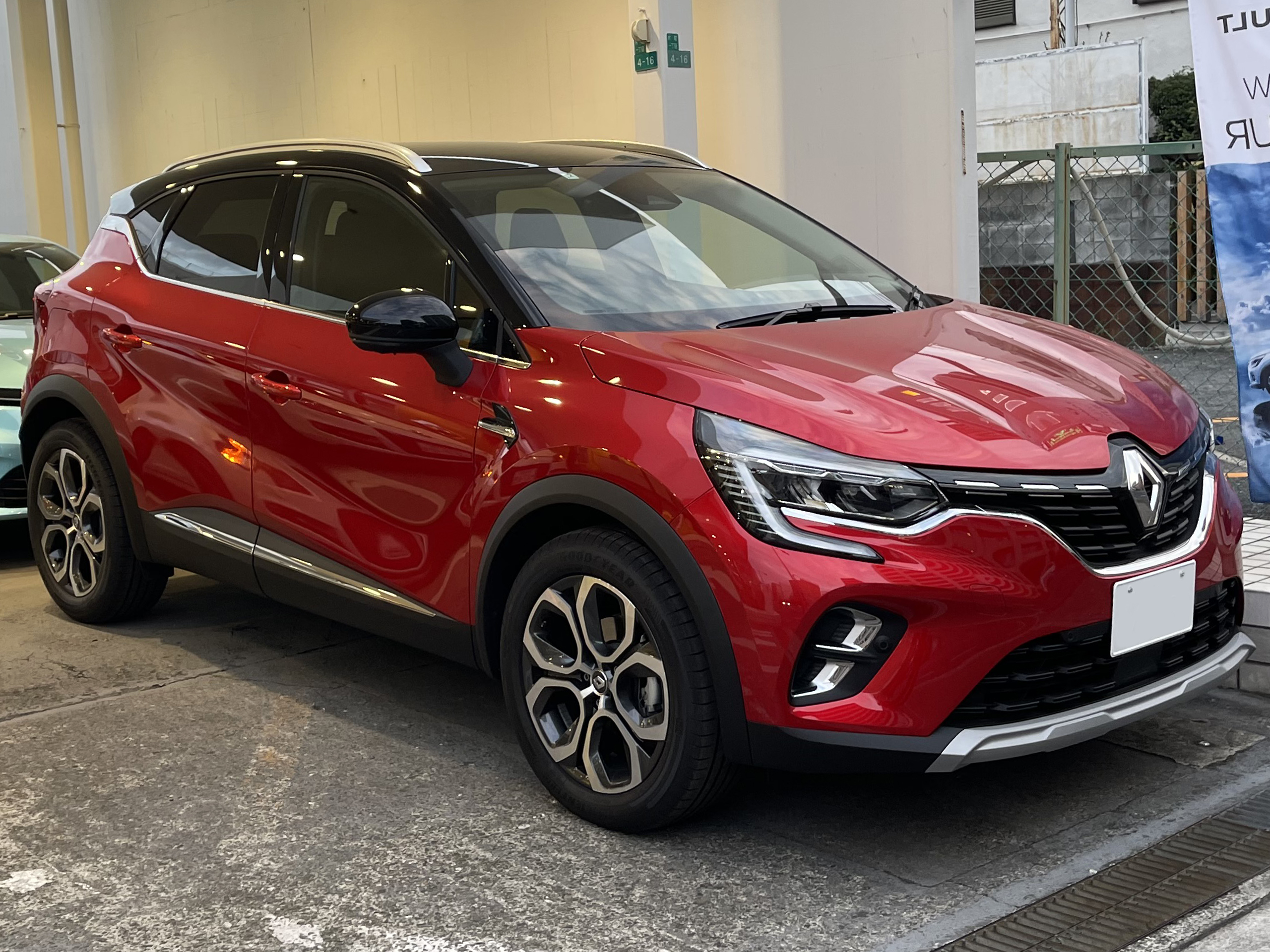
キャプチャー

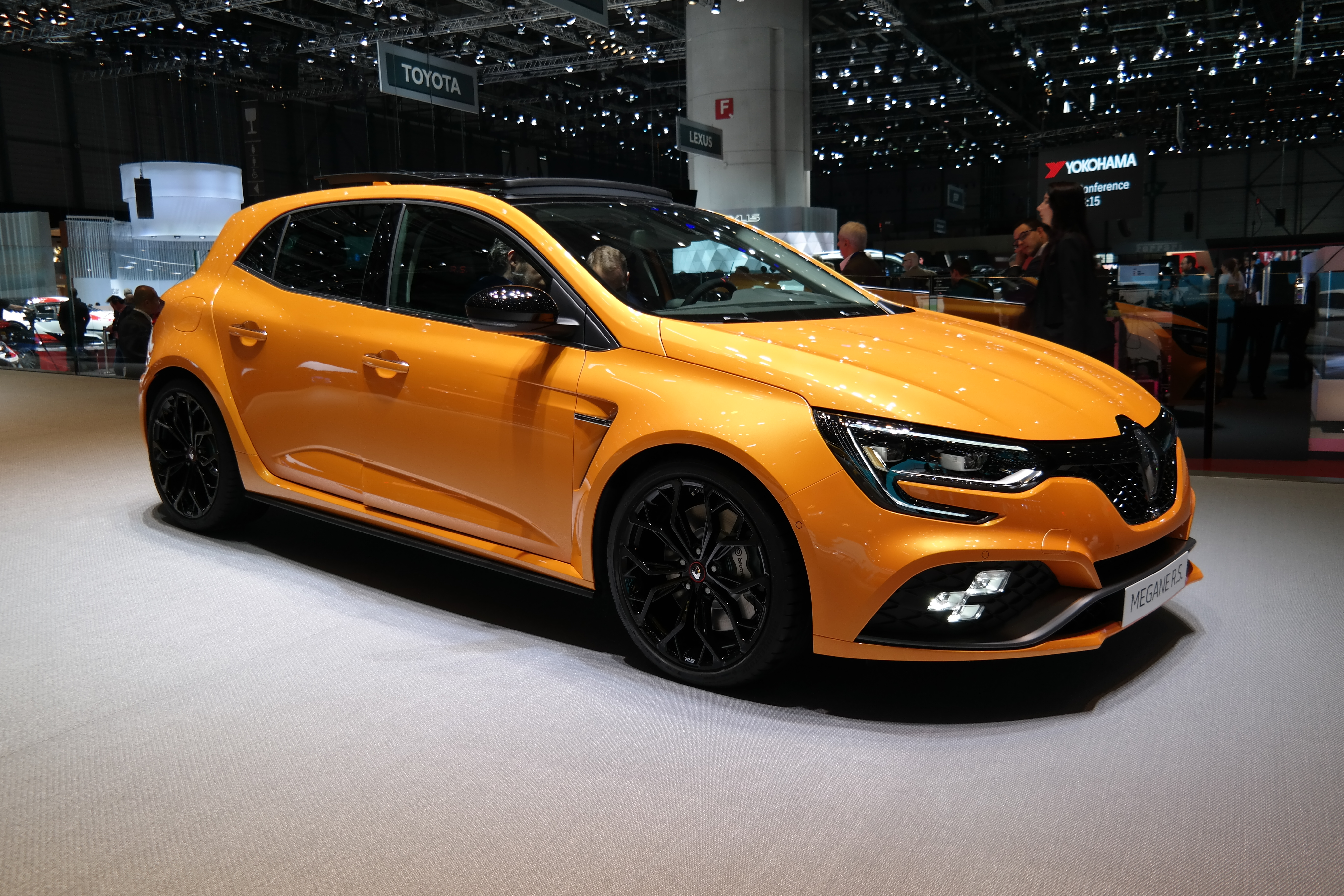
メガーヌ　ルノースポール

### 現在販売されている車種
- トゥインゴ（Twingo）　※◎
- メガーヌ (Mégane)　◎
  - メガーヌ　ルノースポール (Mégane RENAULT Sport)　※◎
- ルーテシア (Lutecia、日本国外名：クリオ)　◎◆
- カングー (Kangoo) - 日本市場における最量販車種　◇◎
- キャプチャー (Captur)　◎◆
- アルカナ (Arkana)　◎◆ - ルノージャポンの現ラインナップで唯一の韓国生産車

※MTの設定あり　　◎EDCの設定あり（EDCのみ） 　◆E-TECHの設定あり　　◇ディーゼルの設定あり

### 過去に販売されていた車種
- セニック (Scenic)
  - セニック　RX4(Scenic　RX4)
- ラグナ (Laguna)
- サフラン (Safrane)
- アヴァンタイム (Avantime)
- スパイダー（スピダー）(Spider)
- カングー・ビボップ （Kangoo BE POP）
- ウインド (Wind)
  - ウインド　ゴルディーニ (Wind GORDINI)
- コレオス (Koleos) - ルノージャポンのラインアップで初の韓国（ルノーサムスン）生産車種
- カジャー (Kadjar)　◎

### FTS戦略後に僅少台数で限定販売されている（されていた）車種
- クリオ・ルノースポール　
  - ゴルディーニ
  - ルノースポール　モナコGP
  - ルノースポール　ジョン　プレミアム
  - ルノースポール　トロフィー
- クリオ
  - イニシアル・パリ
  - エクスプレッションMT
  - フレンチクールリミテッド
  - クレール
  - ガナッシュ
  - リミテッド
  - S MT
- コレオス
  - エディション　リミテ　ブランシュ
  - BOSEエディション
- キャプチャー
  - ルシヨン
  - ファースト　アニバーサリー　エディション
  - プラスナビ
  - カンヌ（2015、2016、2017年）
  - ジーンズ
  - プレミアム
  - エクスプレッション
- メガーヌ
  - エディション　フィナル
- メガーヌ　ルノースポール
  - モナコGP
  - メガーヌ・ルノースポール　トロフィ
  - トロフィ2
  - トロフィ/トロフィ-S/トロフィ-R
  - トロフィ-S〈LHD〉
  - レッドブル・レーシングRB7
  - レッドブル・レーシングRB8
  - カップ-S
  - 273 ファイナルエディション
  - パックスポール
  - カップ
- メガーヌ・エステート
  - GT
- カングー
  - クルール（2010年より、2014年を除いて毎年設定される）
  - ペイサージュ（2014年、2015年、2020年）
  - カングー・コンフィテュール
  - アクティフ+NAVI
  - ビボップ（日本）発売記念モデル
  - カングー・ショコラ
  - ラ ポスト（2015年、2020年）
  - オーセンティック
  - ウィズ・ペット
  - アン　プロヴァンス
  - S MT
  - アシエ
  - リミテッド ディーゼルMT
- トゥインゴ　
  - ルノースポール　ゴルディーニ (Twingo RENAULT Sport GORDINI)　
  - ルノースポール　レッドブル・レーシングRB7
  - ルノースポール　カップ
  - トゥインゴ　パック　スポール
  - 5S
- カジャー 
  - BOSE

## ディーラー網
新車販売・メンテナンスを行う「サテライト」店と、メンテナンスのみ行う「サービスサテライト」店に分かれている。
2025年5月現在、後発のルノーさいたま桜（セントラル自動車技研グループのインプレッションズ→ビジョナグループのビジョナリーが管理）、ルノー北九州（バージョングループが管理）、ルノー高松（フォード東四国>が管理）、ルノー平塚（アレーゼ湘南が管理）、ルノー所沢（さいたま桜同様ビジョナリーが管理）、ルノー稲城（ルノーNT販売が管理）を含め、全国に68のサテライト/8のサービスサテライト（北海道1/0、東北5/2、関東・甲信越23/3、中部13/3、近畿10/1、中国・四国10/1、九州6/0、沖縄県0/1）とする。更にその内25カ所（宇都宮、Kit-R高前、ルノーNT販売全拠点、東京有明、横浜青葉、岡崎、京都CADONO→京都など）はルノー・スポール全モデルの試乗車および専門研修を受けたスタッフが配備されている「ルノー・スポール スペシャリストディーラー」となっている。また、70カ所ある販売店の内、14カ所（さいたま桜、所沢、東京有明、柏など）は、アルピーヌ車との併売店舗となっている。
なお、福井県と沖縄県はサービスサテライトのみの設置であり、秋田県・佐賀県・長崎県・宮崎県の4県は両方ともない。
ルノー 東京有明（株式会社東京ベイが管轄）などごく一部の独立系を除き、サテライトの多くが日産自動車のディーラー系列や外車の取扱い経験のあるディーラーで、前者は日産車との併売もしくは日産車ディーラーの至近距離に店舗を構えることも多い（東京都を例にとると、世田谷・練馬(2024年10月に小平を吸収合併、新地に移転)・八王子・稲城の各サテライトは日産東京販売ホールディングスグループのルノーNT（＝Nissan Tokyo）販売が管理。東京有明は上述の東京ベイ。（かつて存在していた三鷹は地場企業のスペス・ラノバ、墨田は太洋日産が管理していた）。
また、日産ディーラーだった場所を改装してサテライトにした例（ルノー 厚木インター→ルノー 厚木、ルノー 柏、ルノー稲城　など）や日産ディーラーの販社拠点名をそのまま使うサテライト（ルノー Kit-R高前）も存在する。
2021年6月に新装移転したルノー世田谷（ルノーNT販売系列）については最新のVIを最初に採用している（同地は2018年までルノーNT販売の親会社である日産プリンス東京販売（現・日産東京販売）が入っていた）。